# Santa Maria de Serrabona
Santa Maria de Serrabona és un antic priorat agustinià situat a la comuna de Bula d'Amunt, a la regió dels Aspres, en el Rosselló (Catalunya del Nord).
El priorat es troba a 600 m alt, enmig d'un alzinar a uns 7 quilòmetres per carretera de Bula d'Amunt. És al nord-oest del poble, a quasi tres quilòmetres en línia recta. És una obra mestra del romànic, sobretot per la seva tribuna feta amb marbre rosa.

## Història
La primera menció coneguda de l'església remunta a l'any 1069. L'any 1082 els comtes de Cerdanya i del Conflent decideixen d'instal·lar en aquest indret uns monjos de l'orde de Sant Agustí. Setanta anys més tard, el 25 d'octubre de 1151 arran d'obres a l'edifici, en companyia de Bernat el bisbe d'Urgell i dels abats de Sant Miquel de Cuixà i d'Arles, el bisbe d'Elna Artal II fa una segona consagració de l'església que és transformada en priorat. D'aleshores ençà s'anomena Santa Maria de Serrabona. Alguns rastres d'aquella cerimònia es poden veure a les creus que hi ha gravades a les parets de la nau i de l'absis.

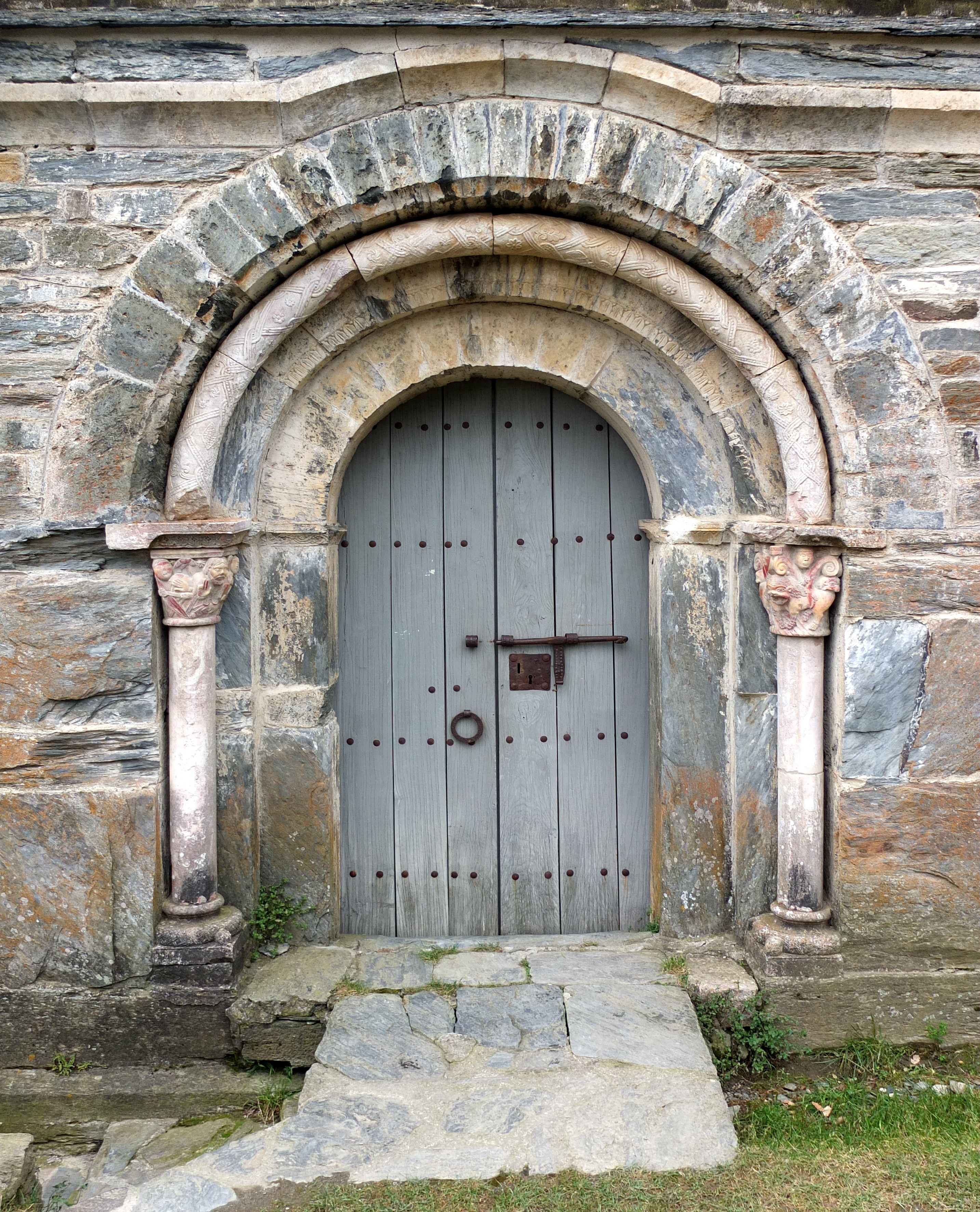
El portal

El 1265 esclatà un conflicte entre el prior Bernat i el Comissari del domini que porta a un plet per tal de determinar l'alodialitat de les possessions del priorat. Fins al segle xiv els agustins del priorat gaudiren de certa prosperitat, tot i que es propiciaren alguns canvis en el mode de vida, que van portar a la decadència de la comunitat.

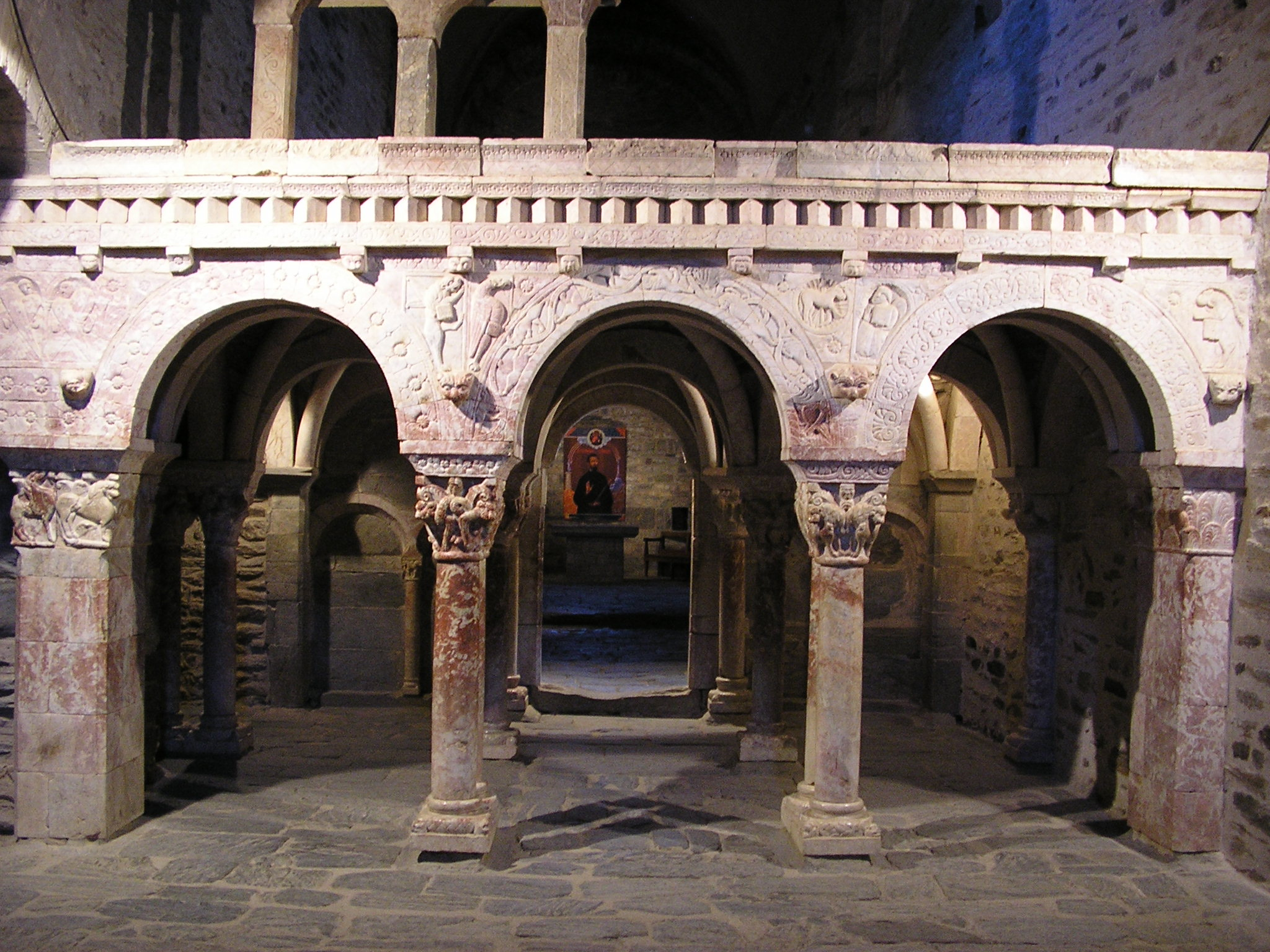
Vista frontal de la tribuna de Serrabona

El 1592, es tancaren tots els priorats agustins de la corona castellana, tot i que Santa Maria de Serrabona s'utilitzà encara fins al 1593, data en la qual es va adscriure al bisbat de Solsona, que s'apoderà de l'indret i de les seves pertinences (tot i així el tancament no es feu de manera definitiva fins al 1612, quan va morir Jaume Serra, el darrer prior de Serrabona i alhora rector de l'església de Prada). La diòcesi de Solsona el conservà fins a les darreries del segle xix, malgrat que el gran vicari de la diòcesi de Solsona l'havia mirat de vendre el 1830.
L'edifici, deshabitat, es degradà constantment. Es diu que l'església i el claustre s'usaven sovint com a recer, i que els pastors amb els seus ramats s'hi refugiaven de tant en tant. A conseqüència d'aquest abandonament, el 1819 es va esllavissar una part de la nau, i el 1822 la comuna de Serrabona, despoblada, va ser suprimida. Arran d'una ordenança del rei de França, el 15 de maig del mateix any, fou annexada a Bula d'Amunt. Després de la descoberta de l'indret per uns arqueòlegs, la visita l'escriptor francès Prosper Mérimée el 1834, que deplorà l'enrunament de l'església, va tornar a posar en relleu aquest monument. A partir del 1836 es realitzaren les primeres obres de consolidació, gràcies al mecenatge d'Henri Jonqueres d'Oriola.
El 1894 Ferdinand Trullès, notari d'Illa de Tet, comprà el priorat al Capítol de Solsona. Les campanyes de restauració es van enllestir al segle xx per tal de consolidar i salvar de manera durable l'església. Santa Maria de Serrabona pertany al Departament dels Pirineus Orientals des del 1968, any en què la família Jonqueres d'Oriola en feu la donació.

## Descripció

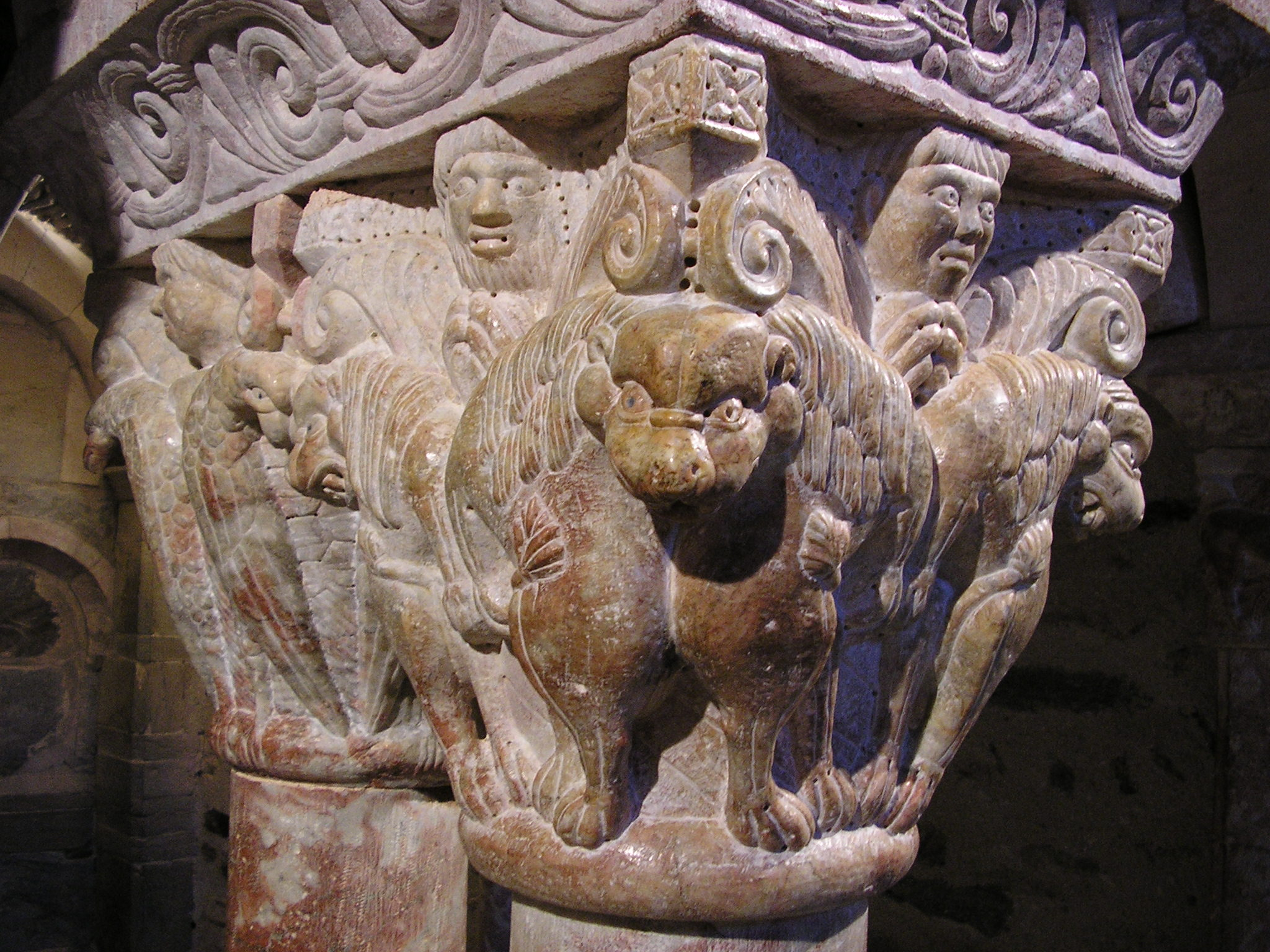
Detall en un capitell de la tribuna de Serrabona

El material utilitzat per a la construcció de l'edifici és la pissarra, i per a l'escultura, el marbre rosa del Conflent. Santa Maria de Serrabona és important des del punt de vista de l'art romànic pels capitells del claustre-galeria, esculpits seguint la tècnica del trepant; però sobretot per la imponent tribuna que divideix l'església en dues parts.
A la tribuna hi ha representats tota classe d'animals reals i fantasiosos: lleons, àguiles, centaures, sagitaris, etc.; i altres elements amb simbolisme cristià. Foren necessaris setanta anys per a construir aquest element únic del romànic català.